# Greenfield (Wisconsin)
Greenfield é uma cidade localizada no estado norte-americano do Wisconsin, no Condado de Milwaukee.

## Demografia
Segundo o censo norte-americano de 2000, a sua população era de 35.476 habitantes.
Em 2006, foi estimada uma população de 35.444, um decréscimo de 32 (-0.1%).

## Geografia
De acordo com o United States Census Bureau tem uma área de 29,9 km², dos quais 29,9 km² cobertos por terra e 0,0 km² cobertos por água.

## Localidades na vizinhança
O diagrama seguinte representa as localidades num raio de 8 km ao redor de Greenfield.